# Desulfonispora thiosulfatigenes
Desulfonispora thiosulfatigenes è una specie di batterio appartenente alla famiglia delle Peptococcaceae.